# 連雀町 (川越市)
連雀町（れんじゃくちょう）は、埼玉県川越市の町名。郵便番号は350-0066。

## 地理
川越市の中心部に位置し、東側で松江町、南側で新富町と中原町、西側で六軒町、北側で仲町と接する。蓮馨寺、熊野神社、大正浪漫夢通りなどが所在する。

## 歴史
江戸時代初期、川越藩主酒井重忠が連雀商人に対して新しい町の設置を認めた旨の文書が残っている。これが現在の連雀町であるとする著述もある一方、この時に形成された連雀町は現在と異なり大手町付近にあったとする説もある。明治期に刊行された資料には蓮馨寺の所在地として「連雀町ニアリ」と記載されており、この頃には現在の区域が連雀町と呼ばれていたことがわかる。
1962年3月1日に町名と町界の整理が行われ、町域の一部が新富町一丁目に移され、旧松江町の一部が合流する形で、現在の連雀町の町域が形成された。
1963年10月5日には、当時国道16号に含まれていた連雀町交差点に、川越市内で初となる交通自動信号機が設置された。

## 交通

### 道路
- 埼玉県道12号川越栗橋線
- 埼玉県道15号川越日高線
- 埼玉県道229号本川越停車場線
  - 上記3路線は連雀町交差点を結節点とする。
- 大正浪漫夢通り

## 施設
- 蓮馨寺
- 熊野神社
- 三井病院（医療法人豊仁会）